# Jorge Hine Saborío
Jorge Hine Saborío (San Ramón, 6 de octubre de 1878 - San José, 16 de mayo de 1962) fue un político y empresario costarricense.

## Biografía
Nació en San Ramón, 6 de octubre de 1878. Es hijo de Luis Hine Ramírez y Enriqueta Saborío Iglesias. Se casó en San José, el 17 de junio de 1904, con Ana María García Bottino, hija de Vespancio García Cuervo y Colomba Bottino Capiro.
Fue un empresario de cuantiosos recursos y Gerente del Banco de Costa Rica. Fue Segundo Designado a la Presidencia de la República del 8 de mayo de 1936 al 8 de mayo de 1944. Ejerció interinamente la presidencia del 4 al 16 de marzo de 1943, durante un viaje del Presidente Rafael Calderón Guardia a Panamá.

## Fallecimiento
Falleció en San José el 16 de mayo de 1962 a la edad de 83 años.